# Dominic Stricker
Dominic Stricker (Münsingen, 16 de agosto de 2002) é um tenista suíço.
Stricker possui ranking mais alto em simples na ATP o de número 111, alcançado em 7 de novembro de 2022. Nas duplas, alcançou o número 161, em 27 de junho de 2022. A nível juvenil, seu ranking mais alto foi o número 3, alcançado em 12 de outubro de 2020.

## Carreira Juvenil
Ele alcançou três finais de Grand Slam Juvenis, uma de simples, vencendo o conterrâneo Leandro Riedi em Roland Garros 2020, e duas de duplas, uma derrota e uma vitória, todas ao lado do italiano Flavio Cobolli. A derrota veio em Roland Garros 2019, enquanto que a vitória veio no ano seguinte.

## Carreira profissional

### 2021: Título de Challenger, ATP e estreia no Top 400 em simples e duplas
Em março, classificado em 874 no mundo, ele recebeu um wildcard no evento Challenger Tour em Lugano, Suíça. Ele venceu o torneio, derrotando Vitaliy Sachko em dois sets na final. Ele se tornou o terceiro jogador suíço mais jovem depois de Roger Federer e Stan Wawrinka a ganhar um título ATP Challenger. Após esta corrida de sucesso, ele fez sua estreia no top 500 em simples.
Em maio, Stricker fez sua estreia no ATP no Geneva Open 2021 como wildcard, onde derrotou o ex-campeão do US Open e ex-nº 3° do ranking da ATP Marin Čilić na primeira rodada para conquistar sua primeira vitória a nível ATP. Ele então derrotou Márton Fucsovics para alcançar sua primeira quartas de final a nível ATP. Ele atingiu o ponto mais alto de sua carreira com o nº 334 do mundo em simples em 24 de maio de 2021.
Em julho, ao lado de Vitalyi Sachko, ele conquistou seu primeiro título de duplas no Challenger, derrotando os argentinos Tomás Martín Etcheverry / Renzo Olivo. Ele alcançou o recorde de sua carreira de No. 280 em simples e 371 em duplas em 12 de julho de 2021.

## Finais ATP

### Duplas: 1 (1 título)
| Legenda                           |
| --------------------------------- |
| Grand Slam (0–0)                  |
| ATP World Tour Finals (0–0)       |
| ATP World Tour Masters 1000 (0–0) |
| ATP World Tour 500 Series (0–0)   |
| ATP World Tour 250 Series (1–0)   |

| Títulos por superfície |
| ---------------------- |
| Duro (0–0)             |
| Saibro (1–0)           |
| Grama (0–0)            |

| Títulos por configração |
| ----------------------- |
| Outdoor (1–0)           |
| Indoor (0–0)            |

| Resultado | V–D | Data     | Torneio                  | Tipo       | Superfície | Parceiro           | Oponentes                   | Placar        |
| --------- | --- | -------- | ------------------------ | ---------- | ---------- | ------------------ | --------------------------- | ------------- |
| Vitória   | 1–0 | Jul 2021 | Swiss Open Gstaad, Suíça | 250 Series | Saibro     | Marc-Andrea Hüsler | Szymon Walków Jan Zieliński | 6–1, 7–6(9–7) |

## Finais ATP Challenger e ITF Futures

### Simples: 6 (5–1)
| Legenda                     |
| --------------------------- |
| ATP Challenger (5–1)        |
| ITF World Tennis Tour (0–0) |

| Finais por superfície |
| --------------------- |
| Duro (3–1)            |
| Saibro (2–0)          |
| Grama (0–0)           |
| Carpete (0–0)         |

| Resultado | V–D | Data     | Torneio                | Tipo       | Superfície | Oponente           | Placar         |
| --------- | --- | -------- | ---------------------- | ---------- | ---------- | ------------------ | -------------- |
| Vitória   | 1–0 | Mar 2021 | Lugano, Suíça          | Challenger | Duro (i)   | Vitaliy Sachko     | 6–4, 6–2       |
| Derrota   | 1–1 | Jan 2022 | Columbus, EUA          | Challenger | Duro (i)   | Yoshihito Nishioka | 2–6, 4–6       |
| Vitória   | 2–1 | Jan 2022 | Cleveland, EUA         | Challenger | Duro (i)   | Yoshihito Nishioka | 7–5, 6–1       |
| Vitória   | 3–1 | Jul 2022 | Zug, Suíça             | Challenger | Saibro     | Ernests Gulbis     | 5–7, 6–1, 6–3  |
| Vitória   | 4–1 | Fev 2023 | Rovereto, Itália       | Challenger | Duro (i)   | Giulio Zeppieri    | 7–6(10–8), 6–2 |
| Vitória   | 5–1 | Mai 2023 | Praga, República Checa | Challenger | Saibro     | Sebastian Ofner    | 7–6(9–7), 6–3  |

### Duplas: 5 (2–3)
| Legenda                             |
| ----------------------------------- |
| ATP Challenger (1–2)                |
| ITF Futures/World Tennis Tour (1–1) |

| Finais por superfície |
| --------------------- |
| Duro (0–3)            |
| Saibro (2–0)          |
| Grama (0–0)           |
| Carpete (0–0)         |

| Resultado | V–D | Data     | Torneio              | Tipo              | Superfície | Parceiro           | Oponentes                           | Placar            |
| --------- | --- | -------- | -------------------- | ----------------- | ---------- | ------------------ | ----------------------------------- | ----------------- |
| Derrota   | 0–1 | Fev 2019 | M15 Grenoble, França | World Tennis Tour | Duro (i)   | Luca Castelnuovo   | Jakub Paul Yannik Steinegger        | 5–7, 1–6          |
| Vitória   | 1–1 | Mai 2021 | M15 Madrid, Espanha  | World Tennis Tour | Saibro     | Leandro Riedi      | Johan Nikles Alberto Barroso Campos | 2–6, 6–2, [12–10] |
| Vitória   | 2–1 | Jul 2021 | Perugia, Itália      | Challenger        | Saibro     | Vitaliy Sachko     | Tomás Martín Etcheverry Renzo Olivo | 6–3, 5–7, [10–8]  |
| Derrota   | 2–2 | Set 2021 | Biel/Bienne, Suíça   | Challenger        | Duro (i)   | Marc-Andrea Hüsler | Ruben Bemelmans Daniel Masur        | w/o               |
| Derrota   | 2–3 | Jan 2022 | Traralgon, Austrália | Challenger        | Duro       | Marc-Andrea Hüsler | Manuel Guinard Zdeněk Kolář         | 3-6, 4-6          |

## Finais de Grand Slam Juvenil

### Simples: 1 (1 título)
| Resultado | Ano  | Torneio       | Superfície | Oponente      | Placar   |
| --------- | ---- | ------------- | ---------- | ------------- | -------- |
| Vitória   | 2020 | Roland Garros | Saibro     | Leandro Riedi | 6–2, 6–4 |

### Duplas: 2 (1 título, 1 vice)
| Resultado | Ano  | Torneio       | Superfície | Parceiro       | Oponentes                                           | Placar        |
| --------- | ---- | ------------- | ---------- | -------------- | --------------------------------------------------- | ------------- |
| Derrota   | 2019 | Roland Garros | Saibro     | Flavio Cobolli | Matheus Pucinelli de Almeida Thiago Agustín Tirante | 6–7(3–7), 4–6 |
| Vitória   | 2020 | Roland Garros | Saibro     | Flavio Cobolli | Bruno Oliveira Natan Rodrigues                      | 6–2, 6–4      |